# Ambogölen
Ambogölen är en sjö i Jönköpings kommun i Småland och ingår i Göta älvs huvudavrinningsområde.